# بلهريموف
بلهريموف (بالتشيكية: Pelhřimov)‏ هي بلدة في إقليم فيسوتشنا في جمهورية التشيك، وهي مركز مقاطعة بلهريموف.
يبلغ عدد سكان هذه البلدة 16,546 حسب إحصاء في سنة 2006.

## معرض صور

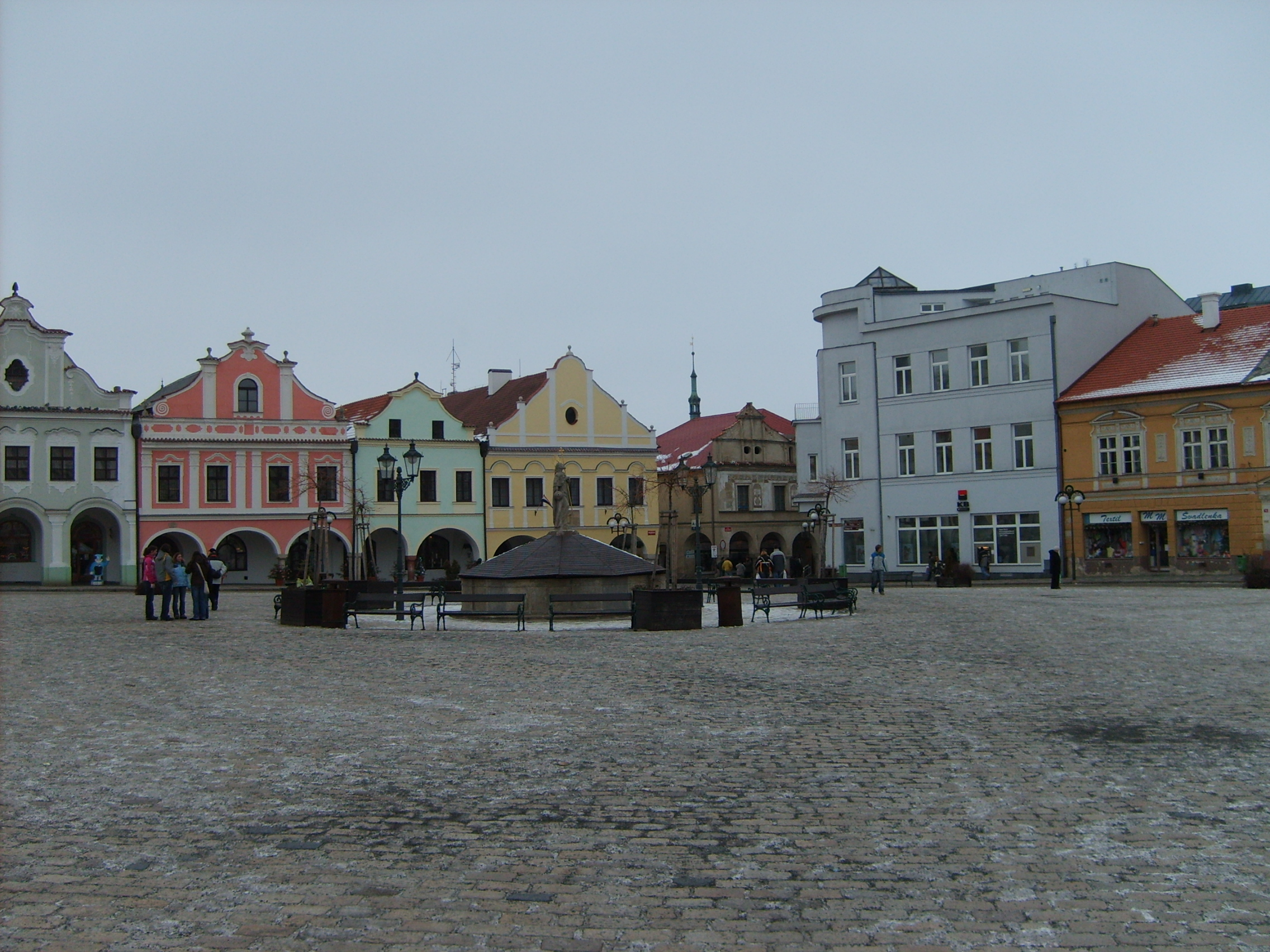
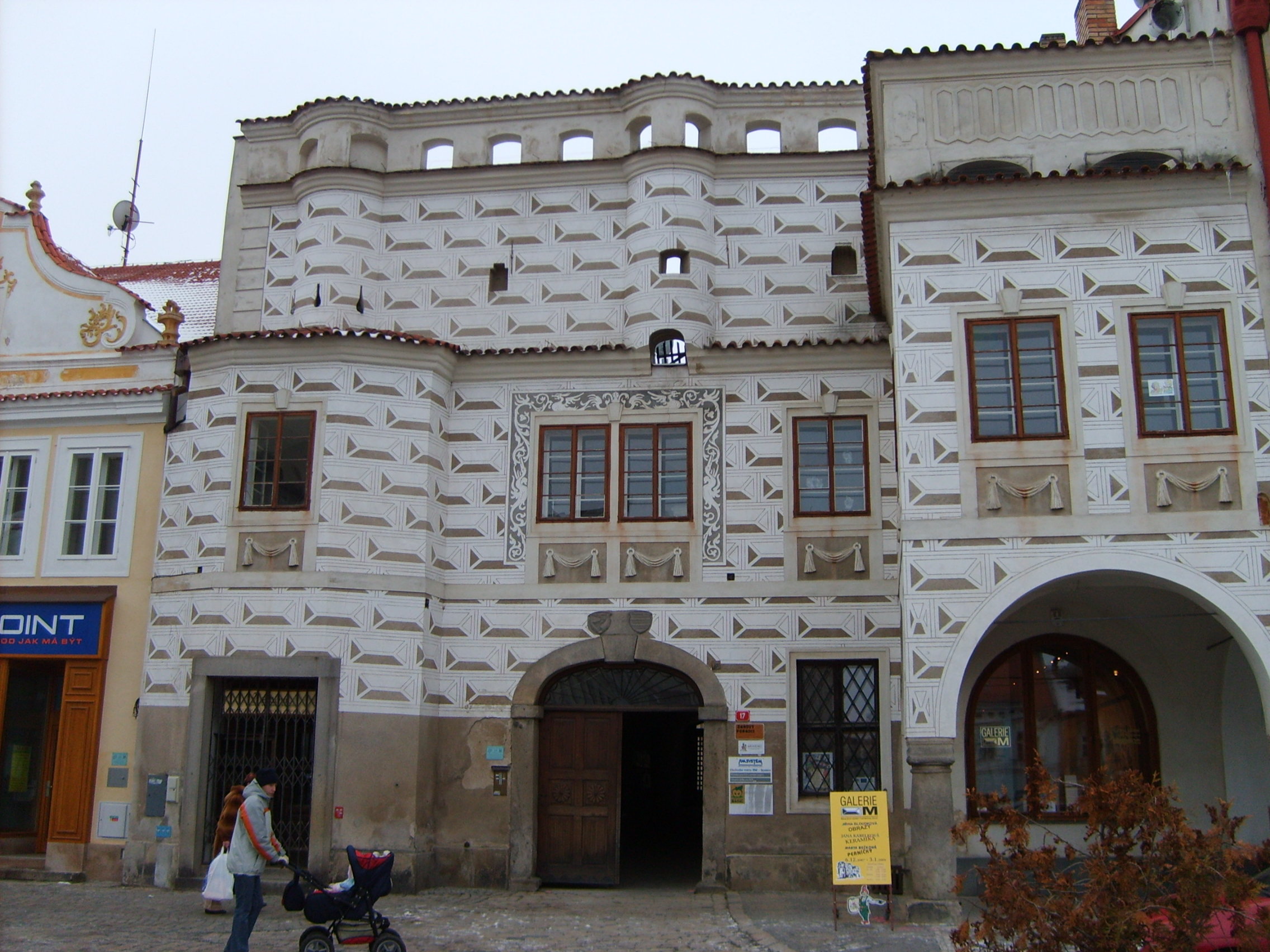
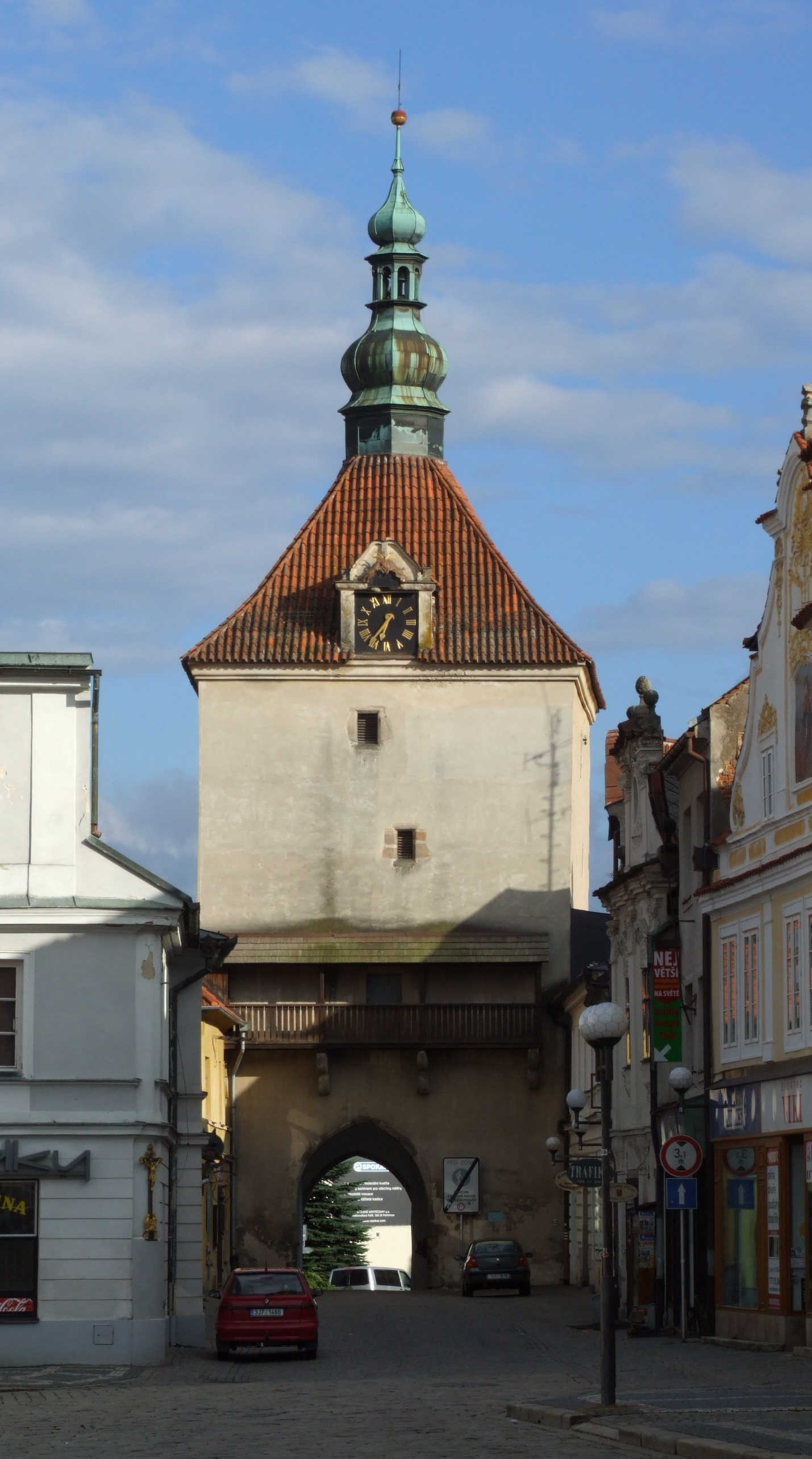

## أعلام
- توماش سيفوك
- ميلان كوبيش

## اقرأ أيضاً
- مقاطعة بلهريموف